# Let’s Go Away for Awhile
A Let's Go Away For Awhile a The Beach Boys instrumentális dala, a Pet Sounds LP hatodik száma, amely 1966 októberében jelent meg kislemezen, a "Good Vibrations" B-oldalán. A dal (melynek munkacíme előbb "The Old Man And The Baby", majd "Let's Go Away For Awhile, And Then We'll Have World Peace" volt) szerzője és producere Brian Wilson, aki 1996-ban egy "klassz Burt Bacharach-szerű számnak" nevezte a felvételt.
1967-ben Wilson a következőket mondta a dalról: "Minden munkám közül ezzel vagyok a leginkább elégedett. Sikerült rengeteg dinamikát hozzáadnom a hangszerelés és a keverés során, és a lehető legszélesebbre kiterjeszteni az eredeti zenei motívumot. Az akkordváltások igazán különlegesek. Rengeteg zenészt használtam a felvételhez: tizenkét hegedűt, zongorát, négy szaxofont, oboát, vibrafonokat, a gitáros pedig egy kólásüveggel fogta le a húrokat, ez eredményezte a steelgitár-szerű hangzást. Két basszusgitárt is használtam, és egy csomó ütőshangszert. A végeredmény a "Let's Go Away For Awhile" (Menjünk el egy időre), és ez valami olyasmi, amit időnként mindenki mondogat. És ez egy szép gondolat; a legtöbben persze nem mennek sehova, de akkor is szép."

## Részletek
- Szerző: Brian Wilson
- Album: Pet Sounds
- Hossz: 2:18
- Producer: Brian Wilson
- Instrumentális felvételek: 1966. január 18., Western Recorders, Hollywood, Kalifornia. Hangmérnök: Chuck Britz.
- Vonós- és fúvószenekari rájátszás: 1966. január 19., Western Recorders, Hollywood, Kalifornia. Hangmérnök: Chuck Britz.
- Kislemez: 1966. október 10., Capitol 5676, a "Good Vibrations" B-oldalán.

### Zenészek
- Hal Blaine: dob
- Julius Wechter: üstdob, vibrafon
- Lyle Ritz: basszusgitár
- Carol Kaye: basszusgitár
- Al Casey: gitár
- Barney Kessel: gitár
- Al de Lory: zongora
- Steve Douglas: tenorszaxofon
- Plas Johnson: tenorszaxofon
- Jim Horn: baritonszaxofon
- Jay Migliori: baritonszaxofon
- Roy Caton: trombita
- Arnold Belnick: hegedű
- James Getzoff: hegedű
- William Kurasch: hegedű
- Leonard Malarsky: hegedű
- Jerome Reisler: hegedű
- Ralph Schaeffer: hegedű
- Sid Sharp: hegedű
- Tibor Zelig: hegedű
- Joseph Di Fiore: brácsa
- Harry Hyams: brácsa
- Justin Di Tullio: cselló
- Joseph Saxon: cselló
- Steve Douglas: fuvola
- Jules Jacob: fuvola